# Sánta kutya (film)
A Sánta kutya (eredeti cím: Pants on Fire) 2014-ben bemutatott egész estés amerikai televíziós filmvígjáték, amit Jonathan A. Rosenbaum rendezett. A főbb szerepekben Bradley Steven Perry, Joshua J. Ballard, Tyrel Jackson Williams, Taylor Russell és Brittney Wilson. A történet egy diákról szól, aki mindig hazudik.
Amerikában 2014. november 9-én mutatták be a Disney XD-n. Magyarországon 2015. június 20-án mutatták be a Disney Channelen.

## Cselekmény
A 15 éves Jack Parker mindenkinek hazudik a családjának, a barátainak és a szüleinek. Egy nap megjelenik az összes hazugsága. A kitalált barátja, barátnője, a favágók és az űrlények. A végén kiderül, hogy a testvére csinálta mindezt.

## Szereplők
| Szereplő      | Színész                | Magyar hang        |
| ------------- | ---------------------- | ------------------ |
| Jack Parker   | Bradley Steven Perry   | Penke Bence        |
| Ryan          | Joshua Ballard         | Baráth István      |
| Mikey         | Tyrel Jackson Williams | Bogdán Gergő       |
| Hannah Parker | Brittney Wilson        | Bogdányi Titanilla |
| Jennifer      | Taylor Russell         | Kardos Eszter      |
| Eric          | Nicholas Coombe        | Baradlay Viktor    |
| Lisa          | Rachelle Gillis        | Sipos Eszter Anna  |
| Chip          | Kevin O'Grady          | Potocsny Andor     |
| Rock          | John Stewart           | Bognár Tamás       |
| Diane Parker  | Jill Teed              | Kocsis Mariann     |
| Ed Parker     | Peter Graham-Gaudreau  | Holl Nándor        |
| Kar igazgató  | Manoj Sood             | Jakab Csaba        |
| Otis          | Richard Ian Cox        | Kapácsy Miklós     |
| Danny Kostas  | Michael Antonakos      | Magyar Bálint      |
| Ms. Taylor    | Alison Araya           | Sági Tímea         |
| Hal           | Dave Collette          | Rosta Sándor       |
| Lance         | Sean Depner            | Kántor Zoltán      |
| Linda         | Karen Holness          | Bozó Andrea        |
| Kyle          | Harrison Houde         | Császár András     |
| Min           | Khaira Ledeyo          | Ősi Ildikó         |
| Tan           | Raugi Yu               | Gyurin Zsolt       |
| Lyle          | Lyle Reginald          | Berkes Bence       |
| Stephanie     | Emma Quan              | Dögei Éva          |
| Todd          | Todd Mann              | Péter Richárd      |
| Brad          | Brad Mann              | Szokol Péter       |